# Divnogorsk
Divnogorsk (rusky Дивногорск) je město v Krasnojarském kraji v Ruské federaci. Při sčítání lidu v roce 2010 měl přes osmadvacet tisíc obyvatel.

## Poloha a doprava
Divnogorsk leží v tajze na pravém, jižním břehu Jeniseje, jen několik kilometrů nad ústím Many, jeho pravostranného přítoku. Své jméno odkazující ke krásným horám získal podle pohoří Východní Sajan, které k němu dosahuje svými východními výběžky.
Od Krasnojarsku, správního střediska kraje, je vzdálen přibližně pětatřicet kilometrů západně a je s ním spojen přímou silnicí.

## Dějiny
Divnogorsk vznikl v roce 1957 jako sídlo pro pracovníky budující Krasnojarskou přehradní nádrž. V roce 1963 získal status města. V roce 1967 došlo k zprovoznění hydroelektrárny na přehradě a v roce 1970 byla nádrž naplněna do cílové výšky.

### Rodáci
- Jaŭhenija Kucapalavová (* 1978), ruská a běloruská biatlonistka
- Anastasija Alexandrovna Abrosimovová (* 1990), triatlonistka